# Gilbert Houngbo
Gilbert Fossoun Houngbo (ur. 4 lutego 1961) – togijski polityk, premier Togo od 8 września 2008 do 23 lipca 2012, od 1 października 2022 dyrektor generalny Międzynarodowej Organizacji Pracy.

## Życiorys
Gilbert Houngbo w 1983 ukończył administrację na Université de Lomé, w 1986 studia podyplomowe (diplôme d'études superieures spécialisées, DESS) z zakresu księgowości i finansów na Université du Québec à Trois-Rivières w Kanadzie. Został również członkiem Canadian Institute of Chartered Accountants.
Po zakończeniu studiów rozpoczął pracę w firmach w sektorze prywatnym, m.in. w Price Waterhouse Canada. Następnie objął funkcję dyrektora finansów i administracji Programu Narodów Zjednoczonych ds. Rozwoju (UNDP). W 2003 został szefem kadr UNDP w Nowym Jorku. 29 grudnia 2005 został mianowany przez Kofiego Annana asystentem sekretarza generalnego ONZ oraz dyrektorem Regionalnego Biura UNDP ds. Afryki.
7 września 2008 został mianowany przez prezydenta Faure Gnassingbé nowym szefem rządu po tym, jak dwa dni wcześniej z urzędu ustąpił premier Komlan Mally. Fakt ten ogłoszony został dekretem, odczytanym w państwowej telewizji. 8 września 2008 został zaprzysiężony na stanowisku premiera. Ponieważ był stosunkowo mało znaną postacią na krajowej scenie politycznej, jego nominacja na stanowisko szefa rządu stanowiła swego rodzaju niespodziankę.
11 września 2008 udał się w podróż do siedziby ONZ w Nowym Jorku, gdzie spotkał się sekretarzem generalnym organizacji, Ban Ki-moonem. Nowy rząd został zaprzysiężony 15 września 2008, w jego skład weszło 27 ministrów. 16 września 2008 premier zaprezentował program swojego gabinetu w Zgromadzeniu Narodowym. W głosowaniu nad wotum zaufania rząd zyskał poparcie 50 z 81 deputowanych.
5 maja 2010, dwa dni po zaprzysiężeniu prezydenta Gnassingbé na drugą kadencję złożył na jego ręce dymisję. Prezydent 7 maja 2010 powierzył mu ponownie misję utworzenia gabinetu. Rozpoczęto wówczas rozmowy na temat stworzenia koalicyjnego rządu wspólnie z opozycją. Do rozmów przystąpił przewodniczący Unii Sił Zmiany (UFC) Gilchrist Olympio. Oznaczało to zwrot w polityce partii, która jak dotąd ostro krytykowała rządzącą partię i prezydenta, a także wykluczała możliwość uczestnictwa w rządzie. 27 maja 2010 ogłoszono podpisanie porozumienia. Porozumienie zakładało wejście 7 ministrów z UFC do "rządu narodowej odbudowy" oraz reformę prawa wyborczego. Reforma miała obejmować zmianę granic okręgów wyborczych, sporządzenie nowego spisu ludności i aktualizację listy wyborców. Na czele specjalnego komitetu nadzorującego wdrażanie reformy stanął Olympio. Nowy rząd premiera Houngbo został zaprzysiężony 28 maja 2010. Składał się z 31 ministrów, w tym zgodnie z umową 7 z opozycyjnej UFC (uzyskała m.in. stanowisko ministra spraw zagranicznych).
11 lipca 2012 premier Houngbo nieoczekiwanie ogłosił rezygnację ze stanowiska szefa rządu, nie podając do publicznej wiadomości powodu swojej decyzji. Złożenie dymisji nastąpiło kilka miesięcy przed zaplanowanymi na październik wyborami parlamentarnymi. 23 lipca 2012 stanowisko premiera objął Kwesi Ahoomey-Zunu.
25 marca 2022 został wybrany na następcę Guya Rydera na stanowisku dyrektora generalnego Międzynarodowej Organizacji Pracy (MOP). Jego kadencja rozpoczęła się 1 października 2022.